# Euchorthippus
A Euchorthippus a sáskafélék rendszertani családjának egyik neme. Az ide tartozó fajok Eurázsiában (az Ibériai-félszigettől Koreáig) és Észak-Afrikában élnek.

## Fajok
A genusba 33 faj tartozik. Magyarországon a rövidszárnyú rétisáska és a karcsú rétisáska képviseli.
- Euchorthippus acarinatus Zheng, Z. & D. He, 1993
- Euchorthippus albolineatus (Lucas, 1849)
- Euchorthippus angustulus Ramme, 1931
- Euchorthippus aquatilis Zhang, F., 1994
- Euchorthippus arabicus Uvarov, 1952
- Euchorthippus changlingensis Ren, Bingzhong & Zhao, 2001
- Euchorthippus chenbaensis Tu & Z. Zheng, 1964
- Euchorthippus cheui Hsia, 1964
- Euchorthippus chopardi Descamps, 1968
- Euchorthippus choui Zheng, Z., 1980
- Euchorthippus dahinganlingensis Zhang, F. & Bingzhong Ren, 1992
- Euchorthippus declivus (Brisout, 1848)  -  rövidszárnyú rétisáska
- Euchorthippus elegantulus Zeuner, 1940
- Euchorthippus flexucarinatus Bi, D. & Hsia, 1987
- Euchorthippus fusigeniculatus Jin, Xingbao & F. Zhang, 1983
- Euchorthippus herbaceus Zhang, F. & Xingbao Jin, 1985
- Euchorthippus liupanshanensis Zheng, Z. & D. He, 1993
- Euchorthippus madeirae Uvarov, 1935
- Euchorthippus nigrilineatus Zheng, Z. & X. Wang, 1993
- Euchorthippus pulvinatus (Fischer-Waldheim, 1846) - karcsú rétisáska
- Euchorthippus ravus Liang & F.L. Jia, 1992
- Euchorthippus sardous Nadig, 1934
- Euchorthippus sinucarinatus Zheng, Z. & X. Wang, 1993
- Euchorthippus transcaucasicus Tarbinsky, 1930
- Euchorthippus unicolor (Ikonnikov, 1913)
- Euchorthippus vittatus Zheng, Z., 1980
- Euchorthippus weichowensis Chang, K.S.F., 1937
- Euchorthippus yungningensis Tu & Z. Zheng, 1964
- Euchorthippus zhongtiaoshanensis Zheng, Z. & R. Lu, 2002
- Euchorthippus zuojianus Zhang, F. & Bingzhong Ren, 1993